# Patrick Carpentier
Patrick Carpentier (* 13. August 1971 in LaSalle, Québec) ist ein kanadischer Automobil-Rennfahrer.

## Karriere
Carpentier begann seine Formelsportkarriere 1988 nach einigen Jahren im Kartsport in der kanadischen Formel 2000. Nach Platz sieben in seiner Debütsaison gewann er 1989 den Meistertitel dieser Serie. Nachdem er 1990 in der Pro Formula 2000 gestartete war, wurde er 1992 Meister der kanadischen Atlantic Serie. Außerdem startete Carpentier erstmals in der Formel Atlantic, in der er bis 1996 aktiv war. Nachdem er 1994 sein erstes Rennen gewonnen hatte, wurde er 1996 mit neun Siegen in zwölf Rennen Meister der Formel Atlantic. Des Weiteren startete er 1994 bei zwei Rennen der Indy Lights.
1997 wechselte Carpentier in die CART-Serie zu Bettenhausen Motorsports und wurde mit einer Podest-Platzierung 17. in der Gesamtwertung. Außerdem war Carpentier der beste Neueinsteiger dieser Saison. 1998 wechselte Carpentier zu Forsythe Racing und bestritt alle weiteren Rennen in der CART-Serie für diesen Rennstall. Carpentier konnte nicht mit seinem Teamkollegen und Landsmann Greg Moore mithalten und belegte am Saisonende den 19. Gesamtrang. 1999 bekam Carpentier mit Tony Kanaan einen weiteren Teamkollegen und konnte im Gegensatz zu seinen beiden Teamkollegen kein Rennen gewinnen. Mit einem zweiten Platz als bestes Resultat belegte er am Saisonende den 13. Gesamtrang. Überschattet wurde die Saison durch einen tödlichen Unfall seines Teamkollegen Moore beim letzten Saisonrennen.
2000 bestritt der Kanadier seine vierte Saison in der CART-Serie und bekam mit Alex Tagliani einen neuen Teamkollegen. Mit zwei Podest-Platzierungen erreichte er Platz elf im Gesamtklassement. 2001 gewann Carpentier sein erstes Rennen in Michigan und erreichte am Saisonende als Zehnter erstmals eine Platzierung unter den ersten zehn Fahrern. 2002 schaffte Carpentier den Sprung in die Spitzengruppe des Feldes. Mit zwei Siegen wurde er Dritter hinter Cristiano da Matta und Bruno Junqueira. Nachdem er drei Saisons besser als sein Teamkollege Tagliani war, erhielt er 2003 mit Paul Tracy einen neuen Teamkollegen und konnte nicht mit seinem Landsmann mithalten: Während Tracy dominant den Meistertitel gewann, belegte Carpentier den fünften Platz in der Gesamtwertung. 2004 bestritt der Kanadier seine letzte Saison in der inzwischen in Champ Car umbenannten Serie. Carpentier zeigte erneut sein Können und belegte am Saisonende mit einem Sieg den dritten Gesamtrang und war somit besser als sein Teamkollege Tracy, der nur Vierter wurde.
2005 wechselte Carpentier in die IndyCar Series zu Cheever Racing und konnte nicht an seine Erfolge in der CART-Serie anknüpfen. Ohne einen Sieg belegte er am Saisonende den zehnten Platz im Gesamtklassement und war somit besser als sein Teamkollege Alex Barron. Nach einem kurzen Ausflug in die A1GP-Saison 2005/2006 beendete Carpentier seine Karriere im Formelsport.
Nachdem er 2006 an einem Rennen der kanadischen Tourenwagenserie CASCAR teilgenommen hatte, startet er seit 2007 in der NASCAR-Serie, in der er noch kein Rennen gewonnen hat.

## Statistik

### Karrierestationen
- 1988: Kanadische Formel 2000 (Platz 7)
- 1989: Kanadische Formel 2000 (Meister)
- 1990: Pro Formula 2000
- 1992: Kanadische Atlantic Serie (Meister); Formel Atlantic (11)
- 1993: Formel Atlantic (Platz 27)
- 1994: Formel Atlantic (Platz 9)
- 1995: Formel Atlantic (Platz 3)
- 1996: Formel Atlantic (Meister)
- 1997: CART (Platz 17)
- 1998: CART (Platz 19)
- 1999: CART (Platz 13)
- 2000: CART (Platz 11)
- 2001: CART (Platz 10)
- 2002: CART (Platz 3)
- 2003: CART (Platz 5)
- 2004: Champ Car (Platz 3)
- 2005: IndyCar Series (Platz 10)
- 2006: CASCAR (Platz 34)
- 2007: NASCAR Nextel Cup (Platz 57)
- 2008: NASCAR Sprint Cup (Platz 38)
- 2009: NASCAR Sprint Cup